# Rapatronic

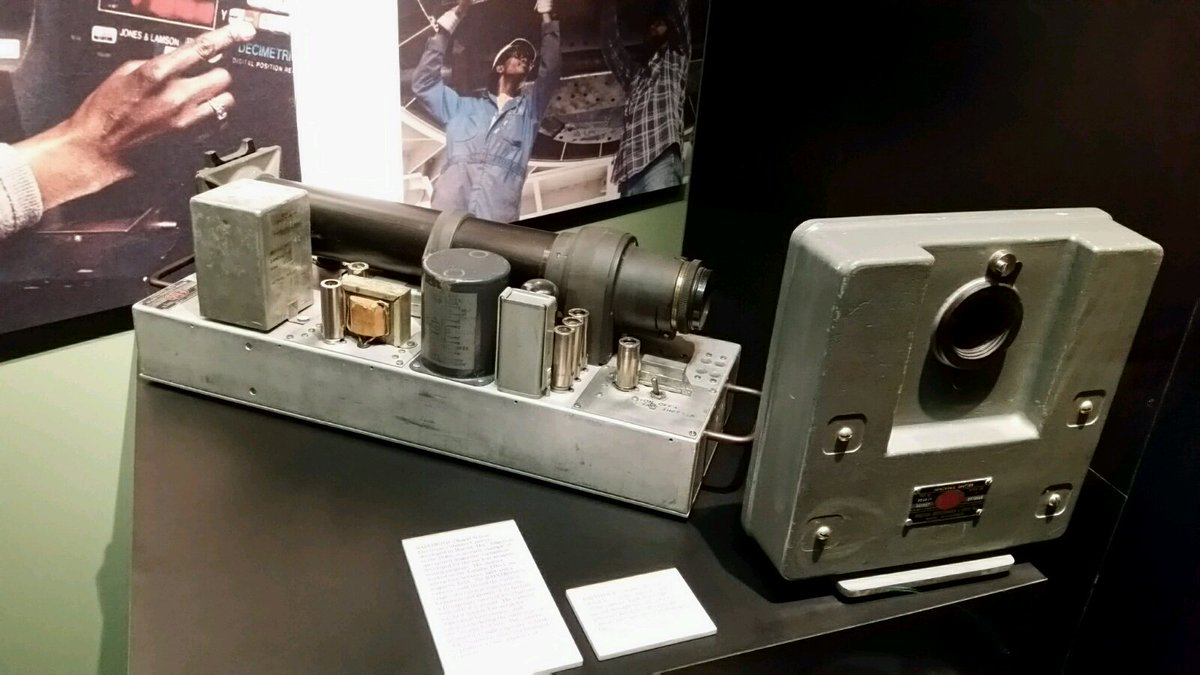
La cámara Rapatronic original en exhibición en el National Atomic Testing Museum en Las Vegas, Nevada, Estados Unidos.

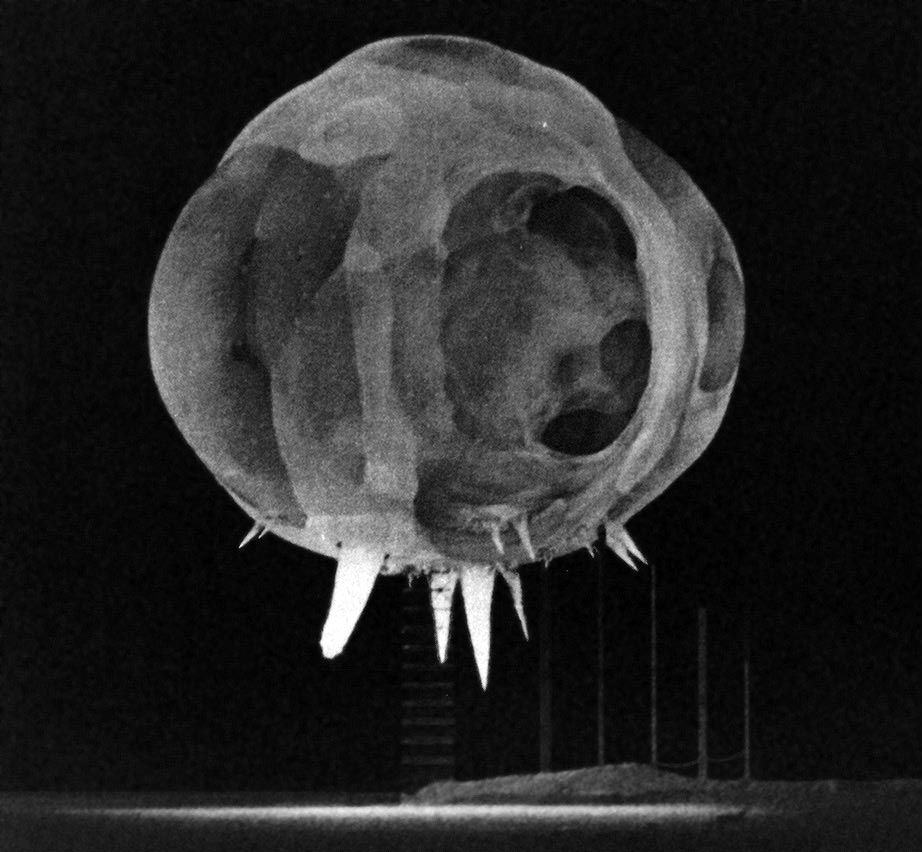
Explosión nuclear fotografiada por una cámara Rapatronic menos de 1 milisegundo después de la detonación, correspondiente a una de las pruebas Tumbler-Snapper, que tuvieron lugar en Nevada en el año 1952. La bola de fuego es de aproximadamente 20 metros de diámetro. Las proyecciones del extremo inferior son el llamado efecto cable.

La cámara Rapatronic es una cámara de alta velocidad capaz de registrar una imagen con un tiempo de exposición de tan sólo 10 nanosegundos (milmillonésima parte de un segundo).
Fue desarrollada por Harold Eugene Edgerton en la década de 1940, y empleada por primera vez para fotografiar los rápidos cambios que suceden durante los primeros milisegundos de una explosión nuclear. La Rapatronic usa dos filtros polarizados y una célula Kerr como obturador. Ambos filtros están montados con sus ángulos de polarización a 90° entre ellos, con lo que se bloquea la entrada de luz. La célula Kerr ubicada entre ellos cambia la polarización mediante el efecto Kerr durante un muy breve período cuando es energizada, permitiendo la exposición de la película. 
Para conseguir una secuencia de fotografías, se instalaban grupos de hasta 12 cámaras, cada una de ellas sincronizada para capturar un instante distinto.